# Ethel Wales
Ethel Wales (Passaic, 4 aprile 1878 – Woodland Hills, 15 febbraio 1952) è stata un'attrice statunitense che è apparsa in più di 130 film durante i suoi 30 anni di carriera.

## Biografia
Si laureò alla "Wisconsin University".
Ebbe un rapporto professionale multiforme con Cecil DeMille e William deMille, a cominciare dalla sua recitazione nelle loro commedie negli Stati Uniti orientali. Quando i fratelli si trasferirono a Hollywood e iniziarono a lavorare con nel cinema, la Wales divenne la loro segretaria e direttrice del casting. Nel 1927, Cecil De Mille la ingaggiò con un contratto a lungo termine per recitare nei film. Il suo primo film per Cecil DeMille fu The Whispering Chorus (1918).
Fu la prima moglie di Wellington E. Wales, il manager di Mary Pickford durante l'apice della sua popolarità. La coppia ebbe un figlio, Wellington Charles Wales, un giornalista delNew York Times, che morì per un attacco di cuore poco dopo che il figlio diciannovenne Samuel fu ucciso in un incidente ferroviario. Il secondo marito di Ethel fu l'attore Hal Taliaferro.
Il 23 ottobre 1933, la Wales sposò l'uomo d'affari in pensione John W. Stockton a Yuma, in Arizona.
Morì il 15 febbraio 1952 a Woodland Hills in California, all'età di 73 anni. È sepolta all'Inglewood Park Cemetery di Inglewood, in California.

## Filmografia parziale
- Midsummer Madness, regia di William C. deMille (1920)

- Il frutto proibito (Forbidden Fruit), regia di Cecil B. DeMille (1921) - non accreditata
- A lumi spenti (After the Show), regia di William C. deMille (1921)
- Miss Lulu Bett, regia di William C. deMille (1921)
- La coppia ideale (Saturday Night), regia di Cecil B. DeMille (1922) - non accreditata
- Bobbed Hair, regia di Thomas N. Heffron (1922)
- Bought and Paid For, regia di William C. deMille (1922)
- Is Matrimony a Failure?, regia di James Cruze (1922)
- Our Leading Citizen, regia di Alfred E. Green (1922)
- Nice People, regia di William C. deMille (1922)
- The Bonded Woman, regia di Phil Rosen (1922)
- La corsa al piacere (Manslaughter), regia di Cecil B. DeMille (1922)
- The Old Homestead, regia di James Cruze (1922)
- The Fog, regia di Paul Powell (1923)
- I pionieri (The Covered Wagon), regia di James Cruze (1923)
- Stepping Fast, regia di Joseph Franz (1923)
- Una catena d'oro (The Marriage Maker), regia di William C. deMille (1923)
- The Grail, regia di Colin Campbell (1923)
- Loving Lies, regia di W. S. Van Dyke (1924)
- The White Sin, regia di William A. Seiter (1924)
- Icebound, regia di William C. deMille (1924)
- Which Shall It Be?, regia di Renaud Hoffman (1924)
- The Bedroom Window, regia di William C. deMille (1924)
- La Madonna delle rose (Revelation), regia di George D. Baker (1924)
- Lovers' Lane, regia di Phil Rosen (1924)
- Merton of the Movies, regia di James Cruze (1924)
- Let Women Alone, regia di Paul Powell (1925)
- The Rag Man, regia di Edward F. Cline (1925)
- The Monster, regia di Roland West (1925)
- La brigantessa (Go Straight), regia di Frank O'Connor (1925)
- Beggar on Horseback, regia di James Cruze (1925)
- Shattered Lives, regia di Henry McCarty (1925)
- The Overland Limited, regia di Frank O'Neill (1925)
- Steppin' Out, regia di Frank R. Strayer (1925)
- Wandering Footsteps, regia di Phil Rosen (1925)
- When Husbands Flirt, regia di William A. Wellman (1925)
- Don't, regia di Alfred J. Goulding (1925)
- The Wedding Song, regia di Alan Hale (1925)
- Made for Love (1926)
- Take It from Me (1926)
- The Unknown Soldier (1926)
- Almost Human (1927)
- Cradle Snatchers (1927)
- Stage Kisses (1927)
- The Satin Woman (1927)
- The Girl in the Pullman (1927)
- The Country Doctor (1927)
- The Wreck of the Hesperus (1927)
- Craig's Wife (1928)
- Ladies' Night in a Turkish Bath (1928)
- On to Reno (1928)
- The Perfect Crime (1928)
- Tenth Avenue (1928)
- La fortuna dei mariti (1928)
- Taxi 13 (1928)
- L'affare Donovan (1929)
- The Saturday Night Kid (1929)
- The Doctor's Secret (1929)
- The Dude Wrangler (1930)
- Tom Sawyer (1930) - Mrs. Harper
- The Criminal Code (1931)
- Maker of Men (1931)
- The Fighting Fool (1932)
- Love in High Gear (1932)
- The Thirteenth Guest (1932)
- A Man's Land (1932)
- The Important Witness (1933)
- Easy Millions (1933)
- Bar 20 Rides Again (1935)
- The Gladiator (1938)
- Days of Jesse James (1939)
- Frontier Pony Express (1939)
- In Old Caliente (1939)
- Hidden Gold (1940)
- Young Bill Hickok (1940)
- Border Vigilantes (1941)
- Lumberjack (1944)
- Smash-Up: The Story of a Woman (1947) (non accreditata)
- Ai vostri ordini signora! (1950)